# آرژونتنی
آرژونتنی (به فرانسوی: Argentenay) یک کمون در فرانسه است که در canton of Ancy-le-Franc واقع شده‌است. آرژونتنی ۵٫۰۷ کیلومتر مربع مساحت دارد.